# Umberto Spadaro
Umberto Spadaro (* 8. November 1904 in Ancona; † 12. Oktober 1981 in Rom) war ein italienischer Schauspieler.

## Leben
Der jüngere Bruder des Schauspielers Peppino Spadaro erhielt seine erste Filmrolle 1940 in Senza cielo und spielte bis 1979 in etwa 95 Filmen. Bereits zuvor hatte er jedoch auf den Theaterbühnen gestanden, die er auch bevorzugte. Eine besondere Beziehung verband ihn mit dem 1958 gegründeten Teatro Stabile di Catania.
Eine seiner bekanntesten Filmrollen spielte er 1955 in Die große Schlacht des Don Camillo. 1951 erhielt er den Nastro d’Argento für die beste Nebenrolle in Il brigante Musolino.

## Filmografie (Auswahl)
- 1955: Die große Schlacht des Don Camillo (Don Camillo e l’onorevole Peppone)
- 1958: Scampolo
- 1964: Samson und der Schatz der Inkas (Sansone e il tesoro degli Incas)
- 1973: Die ehrenwerte Familie (L’onorata famiglia, uccidere è cosa nostra)